# Kryza łuski

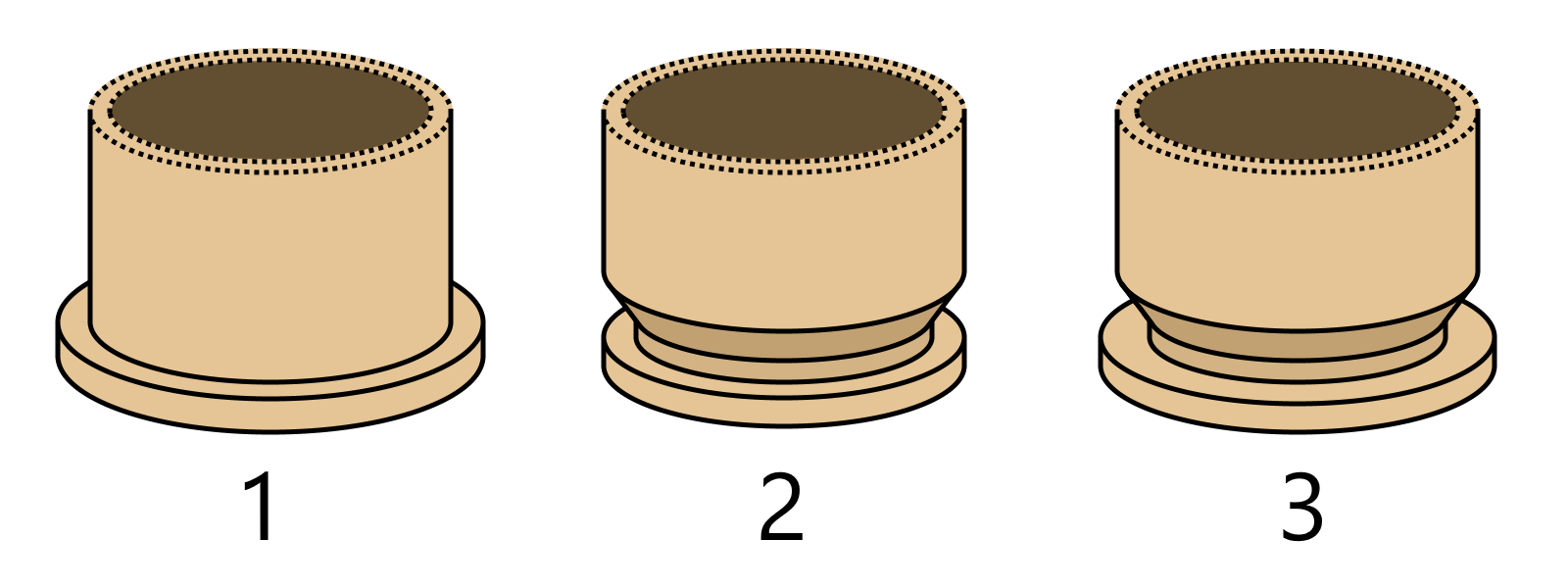
Podstawowe rodzaje kryz:
1) wystająca
2) zwykła
3) częściowo wystająca

Kryza – część łuski nabojowej, spełniająca podwójną rolę: zapewnia prawidłowe położenie naboju w komorze nabojowej i miejsce zahaczenia pazura wyciągu, ułatwiając usunięcie łuski z komory nabojowej po oddaniu strzału.
Wyróżnia się łuski:
- z kryzą wystającą – najstarszy typ, charakterystyczny dla wczesnych nabojów (m.in. rewolwerowych). Dolna część łuski posiada kołnierz, tak jak np. w małokalibrowym naboju .22LR. Naboje posiadające łuskę z kryzą wystającą oznacza się często literą "R" (z ang. "Rimmed"), np. 7,62 × 54 mm R czy 9 × 33 mm R.
- z kryzą zwykłą – rowek (wtok) w pobliżu dna łuski służy za zaczep pazura wyciągu, a prawidłowe położenie łuski w komorze nabojowej kontrolowane jest jej długością. Większość współczesnych nabojów karabinowych i pistoletowych jest tego typu.
- z kryzą częściowo wystającą – ta łuska ma zarówno małą kryzę do ustalenia pozycji w komorze i rowek.
- z kryzą zmniejszoną – występuje i rowek i kryza. Kryza ma mniejszą średnicę od łuski. Zastosowanie – jak wyżej.
- opasane – łuska z kryzą zwykłą i dodatkowym pasem mosiądzu tuż powyżej rowka, który (podobnie jak kryza wystająca) służy do ustalenia położenia naboju w komorze. Typ stosowany najczęściej w karabinowej amunicji Magnum. Naboje o łuskach opasanych oznacza się literą "B" (z ang. "Belted"), np. 9,5 × 72 mm B(inne języki).